# Павленков, Емельян Осипович
Емельян Осипович Павленков (1782—1865) — русский военный, генерал-лейтенант.

## Биография
Родился 6 августа 1782 года, происходил из дворян Полтавской губернии.
На военную службу вступил в 1800 году унтер-офицером в Муромский пехотный полк, а через три года произведен был в прапорщики.
Участвуя во всех военных кампаниях с 1806 года, Павленков находился в армии генерала Беннигсена (в пределах Пруссии и Польши).
За отличия в сражениях при Смоленске (1812, где был ранен пулей в правую ногу с повреждением берцовой кости) — был повышен в подполковники с назначением дежурным штаб-офицером Гренадерского корпуса и с переводом в Лейб-гвардии Гренадерский полк.
В битве при Люцене (1813) был произведен в полковники с определением командиром Муромского пехотного полка.
Затем состоял при главнокомандующем армией графе Витгенштейне и исполнял в 1814 году должность дежурного генерала армии. За отличия в сражениях награждён был орденами: при Кульме (1813) — св. Анны 2-го кл. с алмазами, при Труа (1814) — св. Георгия 4-го кл. и под Парижем (когда был ранен пулей в левую ногу) — св. Владимира 3-го кл.
Произведенный в 1819 году в генерал-майоры, Павленков был назначен командиром 1-й бригады 20-й пехотной дивизии, а в 1821 году — 2-й бригады 6-й пехотной дивизии.
12 декабря 1824 года награждён орденом Святой Анны 1-й степени.
В возрасте 69 лет, уже будучи в отставке (во время Крымской войны) — он был назначен начальником Рязанского губернского ополчения.
В Рязанской губернии Емельян Осипович владел землёю и крепостными крестьянами при сёлах Ходынино, Поляны и Перекаль. В первых двух он обустроил себе усадьбы. Будучи владельцем рязанских угодий и имея высокие чины, он был записан в третью Часть Рязанской дворянской родословной книги.
Умер 4 апреля 1865 года состоя в чине генерал-лейтенанта по государственному подвижному ополчению.

## Награды
- Орден Святой Анны 2-й степени с алмазами (битва при Кульме, 1813)
- Орден Святого Георгия 4-й степени (№ 2825; 20 февраля 1814)
- Орден Святого Владимира 3-й степени (18 марта 1814, за взятие Парижа)
- Золотая шпага «За храбрость» (26 ноября 1814)[5]
- Орден Святой Анны 1-й степени (12 декабря 1824)
- Орден «Pour le Mérite» (Королевство Пруссия)